# Теория Гинзбурга — Ландау
Теория Гинзбурга — Ландау (также теория Гинзбурга — Ландау — Абрикосова — Горькова или ГЛАГ-теория) — созданная в начале 1950-х годов В. Л. Гинзбургом и Л. Д. Ландау феноменологическая теория сверхпроводимости.
Теория построена исходя из следующего вида лагранжиана:
{\displaystyle {\mathcal {L}}={\frac {\hbar ^{2}}{2m}}\nabla \psi \nabla \psi ^{\star }+\alpha |\psi |^{2}+\beta |\psi |^{4}},
где {\displaystyle \psi } — комплексное поле пар Купера, {\displaystyle \nabla } — оператор ковариантного дифференцирования относительно электромагнитного потенциала {\displaystyle \mathbf {A} }, а {\displaystyle \alpha } и {\displaystyle \beta } — эмпирические постоянные.
Функционал свободной энергии имеет вид:
{\displaystyle F=F_{n}+\int {\biggl \{}\alpha |\psi |^{2}+{\frac {\beta }{2}}|\psi |^{4}+{\frac {1}{2m}}\left|\left(-i\hbar \nabla -2e\mathbf {A} \right)\psi \right|^{2}+{\frac {|\mathbf {H} |^{2}}{2\mu _{0}}}{\biggr \}}dV}
где {\displaystyle F_{n}} — свободная энергия в нормальной фазе, а {\displaystyle \mathbf {H} } — магнитное поле.
Варьируя этот функционал по {\displaystyle \psi } и {\displaystyle \mathbf {A} }, мы приходим к уравнениям Гинзбурга — Ландау:
{\displaystyle \alpha \psi +\beta |\psi |^{2}\psi +{\frac {1}{2m}}\left(-i\hbar \nabla -2e\mathbf {A} \right)^{2}\psi =0,}
{\displaystyle \mathbf {J} ={\frac {2e}{m}}\left(\psi ^{*}\left(-i\hbar \nabla -2e\mathbf {A} \right)\psi \right),}
где {\displaystyle \mathbf {J} } — электрический ток.
Уравнения Гинзбурга — Ландау ведут ко многим интересным выводам. Одним из них является существование двух характерных длин в сверхпроводниках.
Первая — это длина когерентности {\displaystyle \xi }:
{\displaystyle \xi ={\sqrt {\frac {\hbar ^{2}}{2m|\alpha |}}},}
которая описывает термодинамические флуктуации в сверхпроводящей фазе.

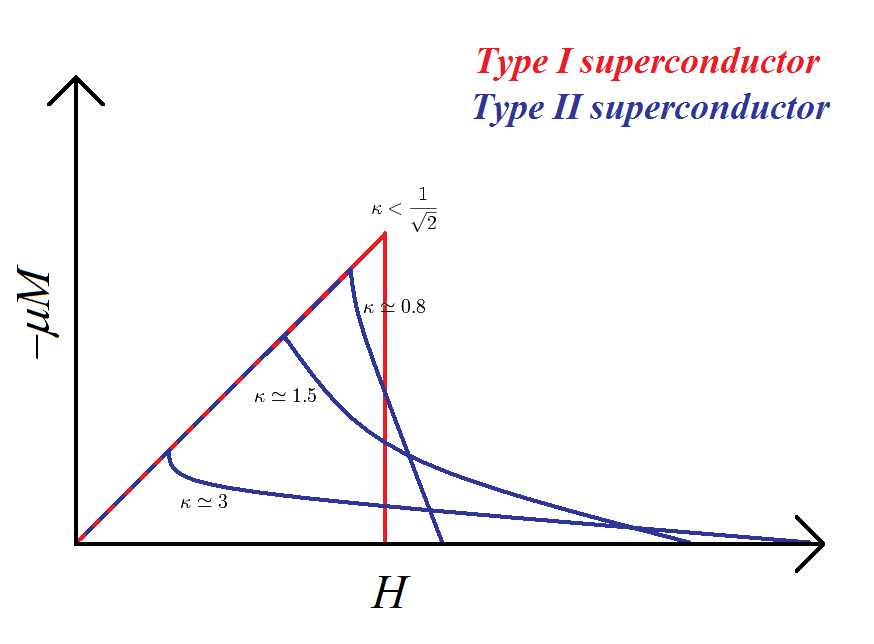
Зависимость намагниченности от магнитного поля для разных значений параметра. Наклонная прямая, проходящая через начало координат, отвечает полному эффекту Мейсснера, когда магнитное поле в глубине сверхпроводника полностью экранируется. У сверхпроводников второго рода в интервале магнитных полей имеет место частичный эффект Мейсснера (смешанное состояние сверхпроводника).

И вторая — глубина проникновения магнитного поля {\displaystyle \lambda }:
{\displaystyle \lambda ={\sqrt {\frac {m}{4\mu _{0}e^{2}\psi _{0}^{2}}}},}
где {\displaystyle \psi _{0}} — это равновесное значение функции состояния в отсутствие электромагнитного поля.
Отношение {\displaystyle \varkappa =\lambda /\xi } называют параметром Гинзбурга — Ландау. Известно, что у сверхпроводников I типа {\displaystyle \varkappa <1/{\sqrt {2}}}, а у сверхпроводников II типа {\displaystyle \varkappa >1/{\sqrt {2}}}. Это было подтверждено теорией Гинзбурга — Ландау.
Одним из самых важных следствий теории Гинзбурга — Ландау являлось нахождение вихрей Абрикосова в сверхпроводниках II типа, находящихся в сильном магнитном поле.
Коэффициенты в уравнении Гинзбурга — Ландау были в 1959 году вычислены Л. П. Горьковым на основе микроскопической теории сверхпроводимости.